# رن أواي
رن أواي (بالإنجليزية: Runaway)‏ هي أغني من إصدار فرقة الروك الأمريكية «لينكين بارك»، وهي الأغنية السادسة في الألبوم «هايبرد ثيوري (Hybrid Theory)»، وتم إصدار نسخة ريمكس من الأغنية بعنوان "Rnw@y" في الألبوم «ريأنيميشن (Reanimation)»، وتمت كتابة الأغنية بواسطة «لينكين بارك» ومارك ويكفيلد.